# Carex minutiscabra
Carex minutiscabra là một loài thực vật có hoa trong họ Cói. Loài này được Kük. ex Krecz. mô tả khoa học đầu tiên năm 1935.